# Nwankwo Obiora
Pour les articles homonymes, voir Nwankwo.
Nwankwo Emeka Obiora est un footballeur nigérian né le 12 juillet 1991 à Kaduna. Il évolue au poste de milieu terrain à l'Académica de Coimbra.

## Biographie
Nwankwo Obiora est formé à Lagos au FC ECO Lagos, par la suite il est transféré au Heartland FC, puis prêté en juillet 2008 aux Wikki Tourists autre clubs nigerian, puis signe un contrat au Real Murcie en Espagne, alternant les équipes jeunes et la première. 
Le 30 janvier 2010, il est transféré à l'Inter Milan en Italie pour 800 000 €. Il y joue au sein des jeunes, il débute le 20 février contre l'Udinese par une victoire 3 à 0. Jeune prometteur, il participe à la phase de groupes de Ligue des champions et fait ses débuts en équipe première. Néanmoins, fin janvier il est prêté pour le reste de la saison 2010-11 au Parme FC, prétendant à plus de temps de jeu. Le club parmesan obtient en copropriété les droits du joueur. Malgré son transfert définitif à Parme, il ne joue pas plus et en janvier 2012, il est à nouveau prêté à l'AS Gubbio 1910 qui évolue en série B, où il dispute régulièrement les matchs de l'équipe première. En été 2012, il prolonge son contrat avec l'Inter Milan jusqu'au 30 juin 2015, mais est immédiatement prêté à un club de Serie B, le Calcio Padoue, afin qu'il puisse développer son jeu.
En février 2013 il quitte l'Italie sous forme de prêt pour une demi-saison au CFR Cluj en Ligue 1 roumaine, avec une clause de rachat à l'été. En juin, le Parme FC, acquiert les droits de transfert restant à l'Inter Milan. Il est de suite transféré au CFR Cluj.  Le 27 janvier 2014 Nwankwo Obiora rejoint le Córdoba CF en deuxième division espagnole.

## Carrière
Arrêtées à l'issue de la saison 2014-2015
- 3 saisons en championnat de D.I , 64 matchs 20 buts.
- 2 saisons en championnat de D.I , 38 matchs 1 but.
- 2 saisons en championnat de D.I , 18 matchs 0 but.
- 2 saisons en championnat de D.I , 4 matchs 0 but.
- 2 saisons en championnat de D.II , 32 matchs 2 buts.
- 1 saison en championnat de D.II , 6 matchs 0 but.
- 1 saison en championnat de D.III , - matchs - but.

## Statistiques
| Saison                | Club                  | Championnat           | Championnat | Championnat | Coupe(s) nationale(s) | Coupe(s) nationale(s) | Compétition(s) continentale(s) | Compétition(s) continentale(s) | Compétition(s) continentale(s) | Sélection | Sélection | Sélection | Total | Total |
| Saison                | Club                  | Division              | M.          | B.          | M.                    | B.                    | Comp.                          | M.                             | B.                             | Équipe    | M.        | B.        | M.    | B.    |
| 2007                  | Heartland FC          | First Division League | 17          | 5           | -                     | -                     | -                              | 0                              | 0                              | -         | 0         | 0         | 17    | 5     |
| 2007-2008             | Heartland FC          | First Division League | 30          | 11          | -                     | -                     | -                              | 0                              | 0                              | -         | 0         | 0         | 30    | 11    |
| Sous-total            | Sous-total            | Sous-total            | 47          | 16          | -                     | -                     | -                              | 0                              | 0                              | -         | 0         | 0         | 47    | 16    |
| 2008-2009             | Wikki Tourists        | Premier League        | 17          | 4           | -                     | -                     | -                              | 0                              | 0                              | -         | 0         | 0         | 17    | 4     |
| Sous-total            | Sous-total            | Sous-total            | 17          | 4           | -                     | -                     | -                              | 0                              | 0                              | -         | 0         | 0         | 17    | 4     |
| 2009-2010             | Real Murcie B         | Segunda División B    | -           | -           | -                     | -                     | -                              | 0                              | 0                              | U20       | 4         | 1         | 4     | 1     |
| Sous-total            | Sous-total            | Sous-total            | -           | -           | -                     | -                     | -                              | 0                              | 0                              |           | 4         | 1         | 4     | 1     |
| 2010-2011             | Inter Milan           | Serie A               | 2           | 0           | 0                     | 0                     | C1                             | 3                              | 0                              | -         | 0         | 0         | 5     | 0     |
| Sous-total            | Sous-total            | Sous-total            | 2           | 0           | 0                     | 0                     | -                              | 3                              | 0                              | -         | 0         | 0         | 5     | 0     |
| 2010-2011             | Parme FC (prêt)       | Serie A               | 1           | 0           | 0                     | 0                     | -                              | 0                              | 0                              | -         | 0         | 0         | 1     | 0     |
| 2011-2012             | Parme FC              | Serie A               | 1           | 0           | 1                     | 0                     | -                              | 0                              | 0                              | -         | 0         | 0         | 2     | 0     |
| Sous-total            | Sous-total            | Sous-total            | 2           | 0           | 1                     | 0                     | -                              | 0                              | 0                              | -         | 0         | 0         | 3     | 0     |
| 2011-2012             | AS Gubbio 1910 (prêt) | Serie B               | 18          | 2           | 0                     | 0                     | -                              | 0                              | 0                              | A         | 4         | 0         | 22    | 2     |
| Sous-total            | Sous-total            | Sous-total            | 18          | 2           | 0                     | 0                     | -                              | 0                              | 0                              |           | 4         | 0         | 22    | 2     |
| 2012-2013             | Calcio Padoue (prêt)  | Serie B               | 14          | 0           | 1                     | 0                     | -                              | 0                              | 0                              | A         | 4         | 0         | 19    | 0     |
| Sous-total            | Sous-total            | Sous-total            | 14          | 0           | 1                     | 0                     | -                              | 0                              | 0                              |           | 4         | 0         | 19    | 0     |
| 2012-2013             | CFR Cluj (prêt)       | Liga I                | 7           | 0           | 0                     | 0                     | -                              | 0                              | 0                              | -         | 0         | 0         | 7     | 0     |
| 2013-2014             | CFR Cluj              | Liga I                | 11          | 0           | 0                     | 0                     | -                              | 0                              | 0                              | -         | 0         | 0         | 11    | 0     |
| Sous-total            | Sous-total            | Sous-total            | 18          | 0           | 0                     | 0                     | -                              | 0                              | 0                              | -         | 0         | 0         | 18    | 0     |
| 2013-2014             | Córdoba CF            | Liga Adelante         | 6           | 0           | 0                     | 0                     | -                              | 0                              | 0                              | -         | 0         | 0         | 6     | 0     |
| Sous-total            | Sous-total            | Sous-total            | 6           | 0           | 0                     | 0                     | -                              | 0                              | 0                              | -         | 0         | 0         | 6     | 0     |
| 2014-2015             | Académica             | Primeira Liga         | 27          | 0           | 3                     | 0                     | -                              | 0                              | 0                              | -         | 0         | 0         | 30    | 0     |
| 2015-2016             | Académica             | Primeira Liga         | 11          | 1           | 1                     | 0                     | -                              | 0                              | 0                              | A         | 2         | 0         | 14    | 1     |
| Sous-total            | Sous-total            | Sous-total            | 38          | 1           | 4                     | 0                     | -                              | 0                              | 0                              | -         | 2         | 0         | 44    | 1     |
| 2016-2017             | APO Levadiakos        | Superleague Elláda    | 0           | 0           | 0                     | 0                     | -                              | 0                              | 0                              | -         | 0         | 0         | 0     | 0     |
| 2017-2018             | APO Levadiakos        | Superleague Elláda    | 12          | 0           | 3                     | 1                     | -                              | 0                              | 0                              | -         | 0         | 0         | 15    | 1     |
| Sous-total            | Sous-total            | Sous-total            | 12          | 0           | 3                     | 1                     | -                              | 0                              | 0                              | -         | 0         | 0         | 15    | 1     |
| Total sur la carrière | Total sur la carrière | Total sur la carrière | 174         | 23          | 9                     | 1                     | -                              | 3                              | 0                              |           | 14        | 1         | 200   | 25    |

Statistiques actualisées le 13 mars 2018

### Matchs disputés en coupes continentales
| Matchs | Date             | Stade                         | Adversaire           | Résultat | Minutes | Compétition                   | Buts | Tour             | Club        |
| ------ | ---------------- | ----------------------------- | -------------------- | -------- | ------- | ----------------------------- | ---- | ---------------- | ----------- |
| 1      | 2 novembre 2010  | White Hart Lane , Londres     | Tottenham Hotspur FC | 3 – 1    | 37 min  | Ligue des champions 2010-2011 | 0    | Phase de groupes | Inter Milan |
| 2      | 24 novembre 2010 | Stadio Giuseppe Meazza, Milan | FC Twente            | 1 – 0    | 3 min   | Ligue des champions 2010-2011 | 0    | Phase de groupes | Inter Milan |
| 3      | 7 décembre 2010  | Weserstadion , Brême          | Werder Brême         | 3 – 0    | 90 min  | Ligue des champions 2010-2011 | 0    | Phase de groupes | Inter Milan |

### Sélection nationale du Nigéria[19]
Il débute en équipe nationale U20 du Nigeria et participe à la Coupe du monde junior en 2009 en Égypte. Il y joue dans la défense centrale auprès d'Ibok Edet. Il marque un but lors du dernier match de groupe contre Tahiti.  
Avec l'équipe première il participe à la Coupe d'Afrique des nations 2013 en Afrique du Sud. Les Nigérians remportent le tournoi, mais Nwankwo Obiora ne participe (14 minutes) qu'à un seul match ce qui lui permet d'obtenir le titre de champion d'Afrique.
Il participe également avec l'équipe nationale du Nigeria, à la qualification pour la Coupe du monde 2014 au Brésil, mais ne fait pas partie des joueurs sélectionnés.
| Sélections | Date             | Stade                                          | Adversaire | Résultat | Minutes | Compétition                       | Buts | Capitaine | Club           |
| ---------- | ---------------- | ---------------------------------------------- | ---------- | -------- | ------- | --------------------------------- | ---- | --------- | -------------- |
| 1          | 24 mai 2012      | Estadio Nacional, Lima                         | Pérou      | 1 – 0    | 35 min  | Amical                            | 0    | Non       | AS Gubbio 1910 |
| 2          | 3 juin 2012      | U.J. Esuene Stadium, Calabar                   | Namibie    | 1 – 0    | 68 min  | Qualification Coupe du monde 2014 | 0    | Non       | AS Gubbio 1910 |
| 3          | 9 juin 2012      | Kamuzu Stadium, Blantyre                       | Malawi     | 1 – 1    | 75 min  | Qualification Coupe du monde 2014 | 0    | Non       | AS Gubbio 1910 |
| 4          | 16 juin 2012     | U.J. Esuene Stadium, Calabar                   | Rwanda     | 2 – 0    | 90 min  | Qualification CAN 2013            | 0    | Non       | AS Gubbio 1910 |
| 5          | 8 septembre 2012 | Antonette Tubman Stadium, Monrovia             | Liberia    | 2 – 2    | 90 min  | Qualification CAN 2013            | 0    | Non       | Calcio Padoue  |
| 6          | 13 octobre 2012  | U.J. Esuene Stadium, Calabar                   | Liberia    | 6 – 1    | 82 min  | Qualification CAN 2013            | 0    | Non       | Calcio Padoue  |
| 7          | 9 janvier 2013   | Estádio do Algarve, São João da Venda          | Cap-Vert   | 0 – 0    | 22 min  | Amical                            | 0    | Non       | Calcio Padoue  |
| 8          | 25 janvier 2013  | Mbombela Stadium, Nelspruit                    | Zambie     | 1 – 1    | 14 min  | CAN 2013                          | 0    | Non       | Calcio Padoue  |
| 9          | 5 septembre 2015 | Benjamin Mkapa National Stadium, Dar-es-Salaam | Tanzanie   | 0 – 0    | 90 min  | Qualification CAN 2017            | 0    | Non       | Académica      |
| 10         | 8 septembre 2015 | Adokiye Amiesimaka Stadium, Port Harcourt      | Niger      | 2 – 0    | 90 min  | Amical                            | 0    | Non       | Académica      |
| 11         | 8 octobre 2015   | Stade de la Cité de l'Oie, Visé                | RD Congo   | 0 – 2    | 64 min  | Amical                            | 0    | Non       | Académica      |

## Palmarès

### avec l’Équipe du Nigeria de football
- Vainqueur de la Coupe d'Afrique des nations de football 2013. Ne dispute pas la finale.

### avec l’Inter Milan
- Vainqueur de la Coupe du monde des clubs de la FIFA 2010. Ne dispute aucun match.
- Vainqueur du Trofeo TIM 2011[20]. Ne dispute aucun match.
- Vainqueur du Trofeo TIM 2010[21].
- Vainqueur de la Pirelli Cup 2010[22].